# Illán de Vacas
Illán de Vacas è un comune spagnolo situato nella comunità autonoma di Castiglia-La Mancia. Con solo 3 abitanti (5 nel 2017, 1 nel 2013, 4 nel 2001) è il comune meno popolato della Spagna, con la popolazione che è calata da 8 persone del 2004 a 7 nel 2005, a 6 nel 2007 fino a 5 nel 2010.

## Geografia fisica
Confina a nord con Los Cerralbos, a nord-est con Otero, a est con Domingo Pérez, a sud con Cebolla e a ovest con Lucillos.

## Storia
Il nome Illán deriva da "Julianus" ed ha origine nel culto di San Illán (o Giuliano). "Vacas" discende dal termine arabo "Wakka".
La chiesa è dedicata all'Assunzione di Nostra Signora.

## Galleria d'immagini

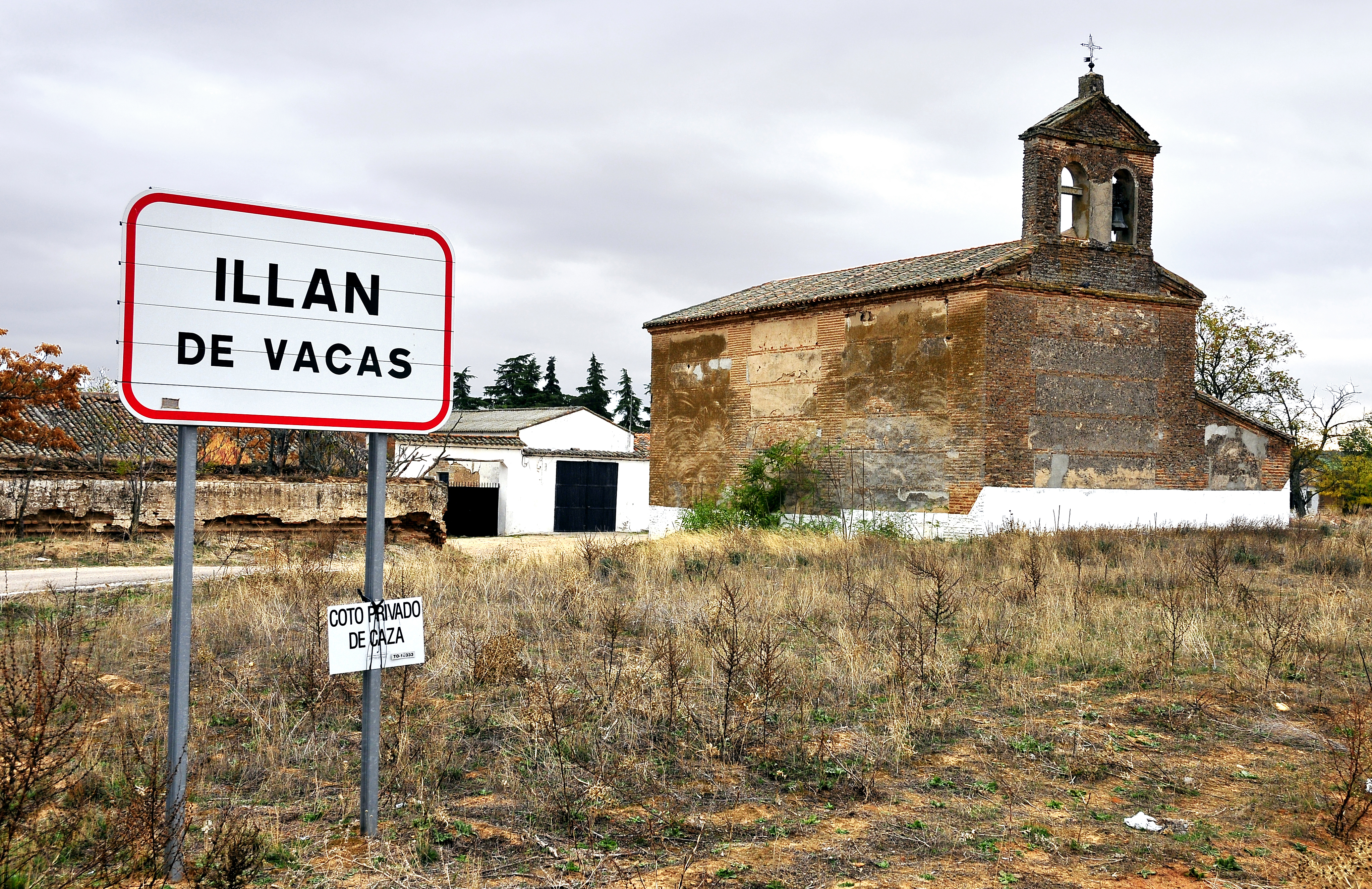
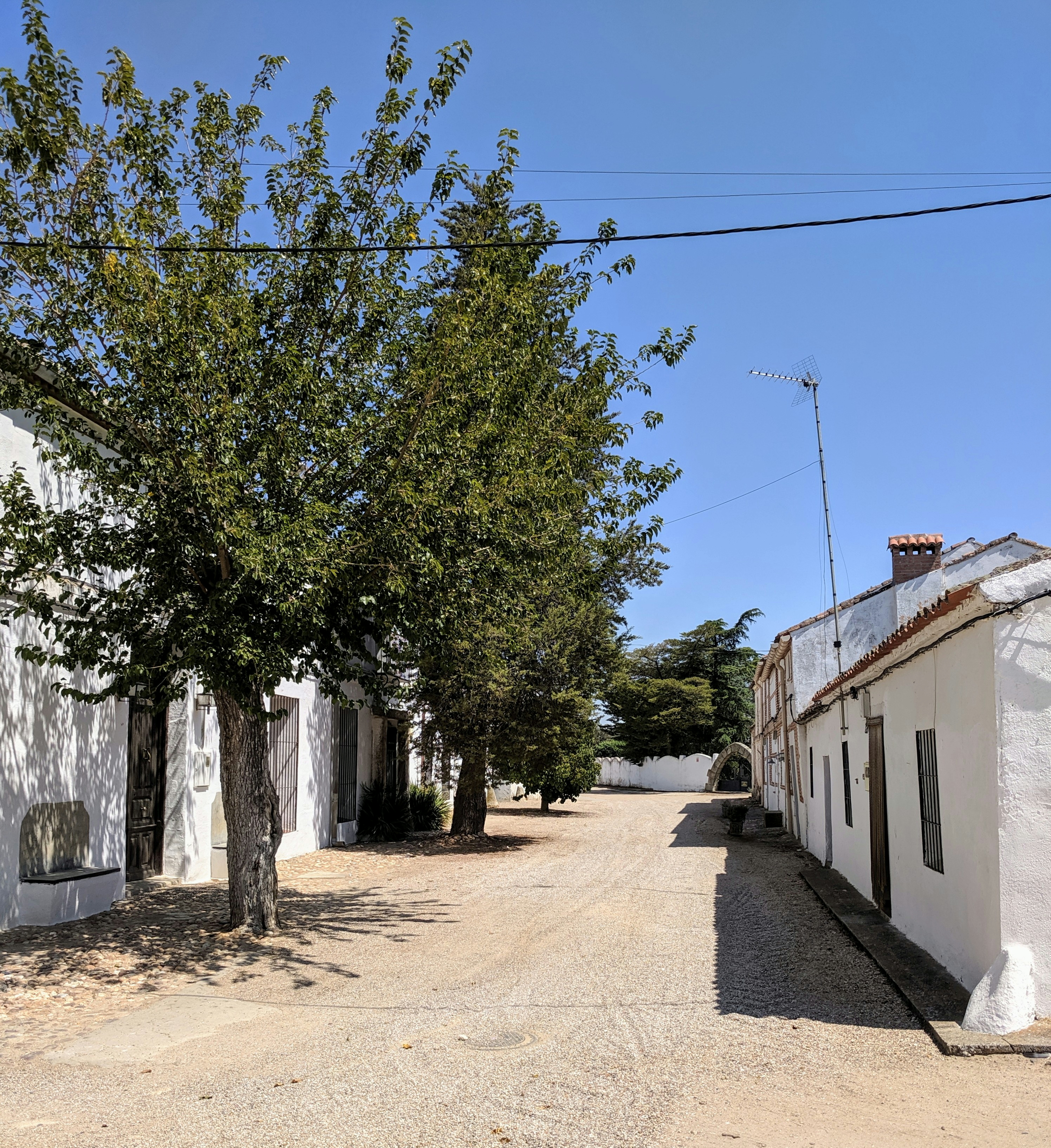
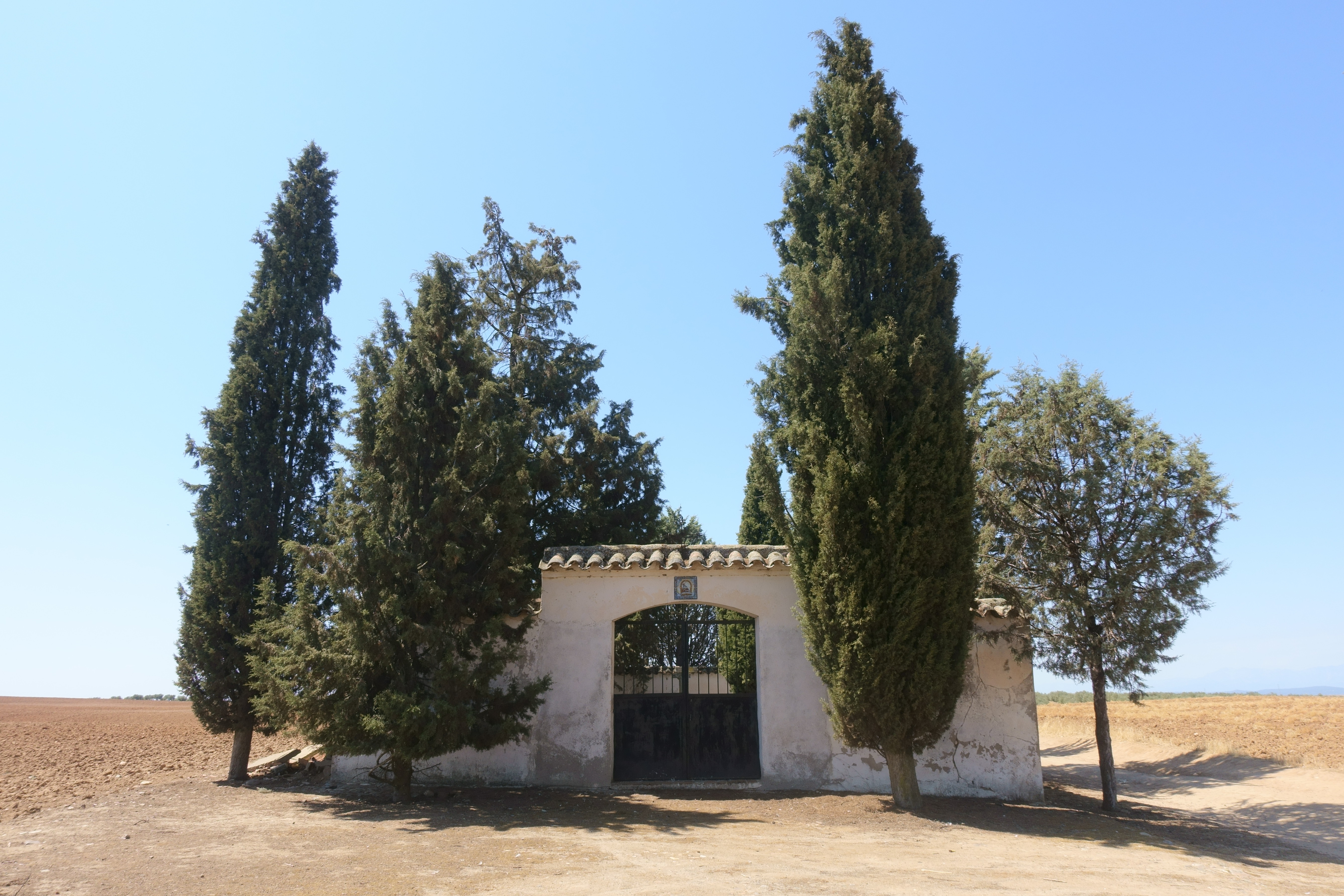
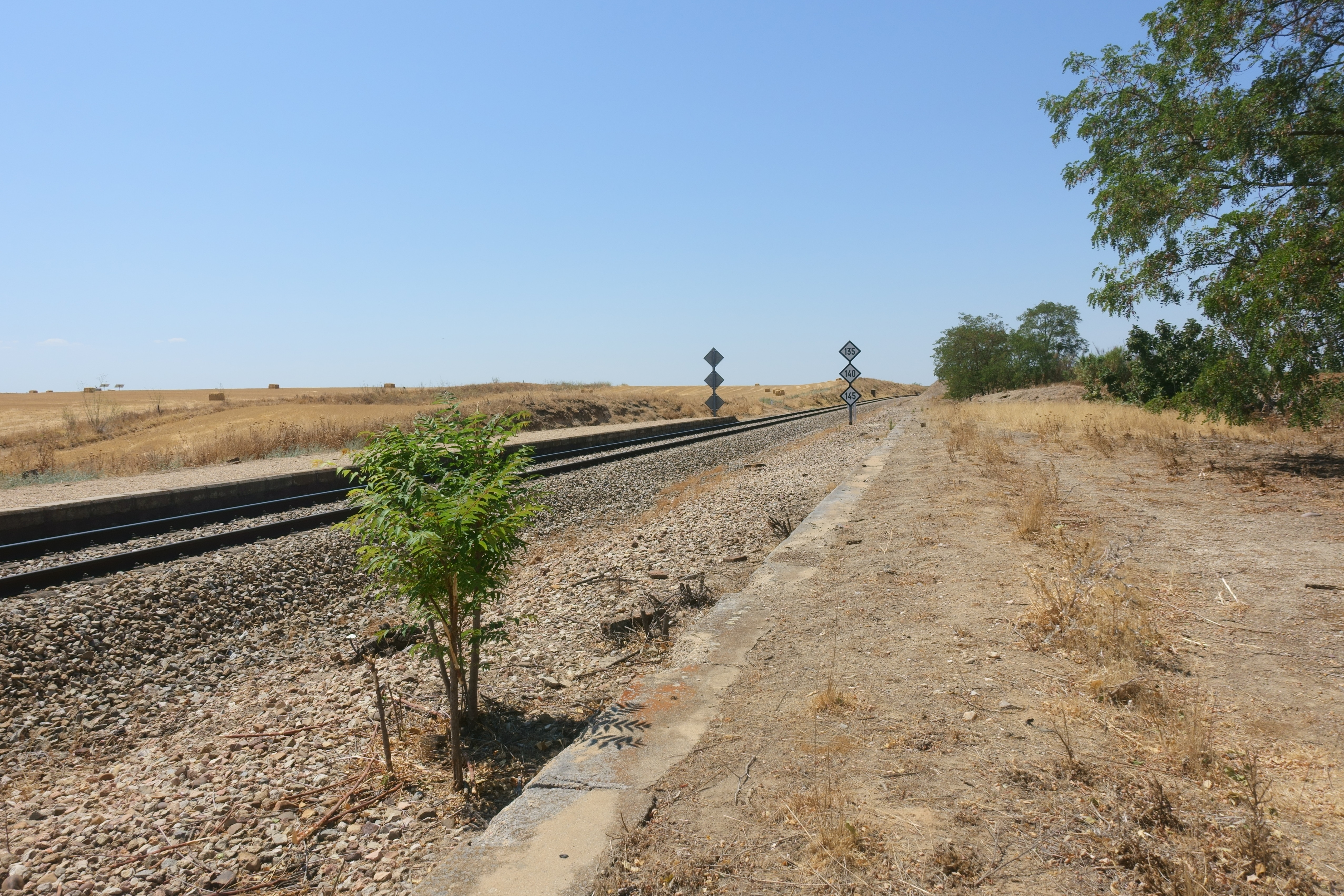
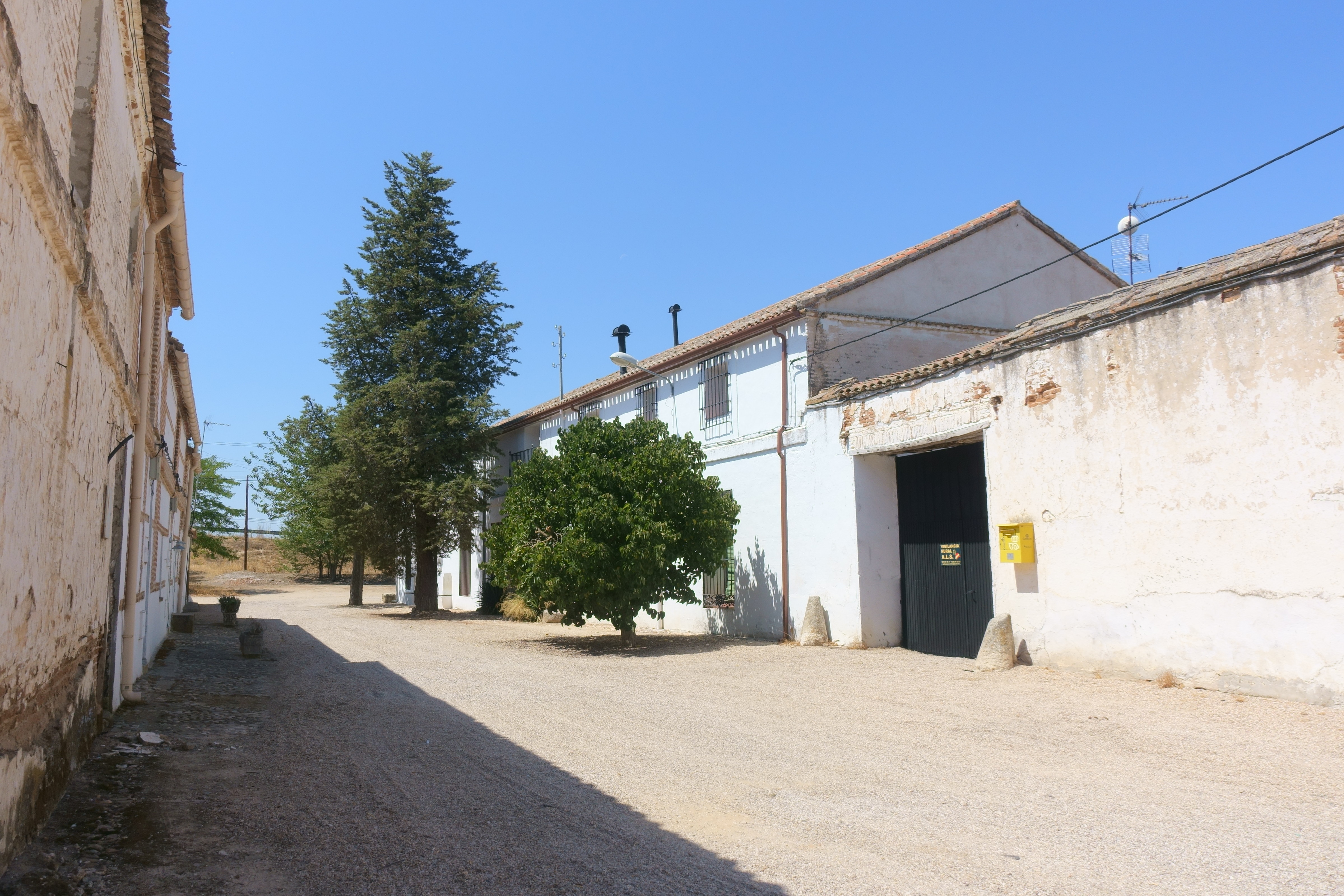
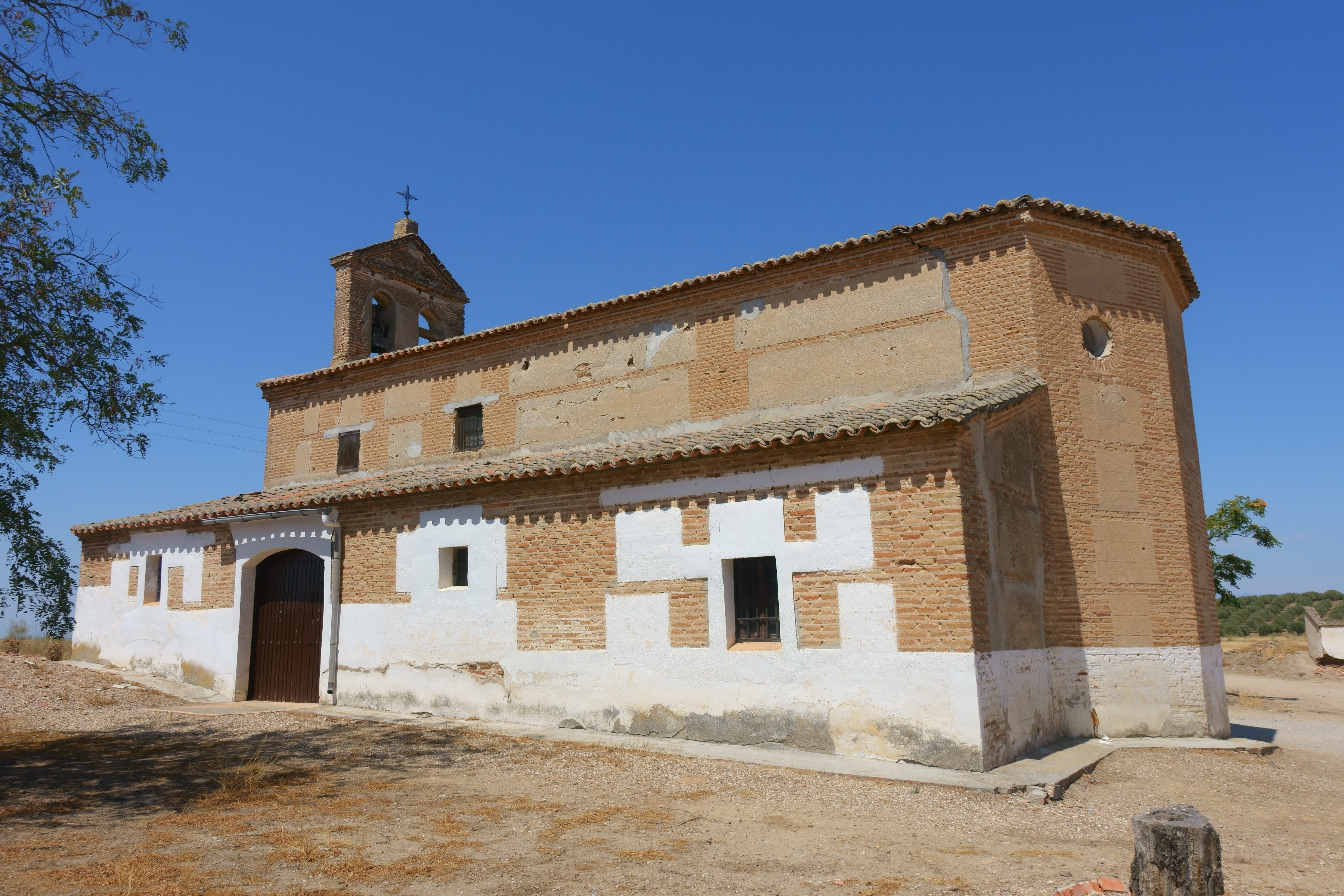